# Kříž

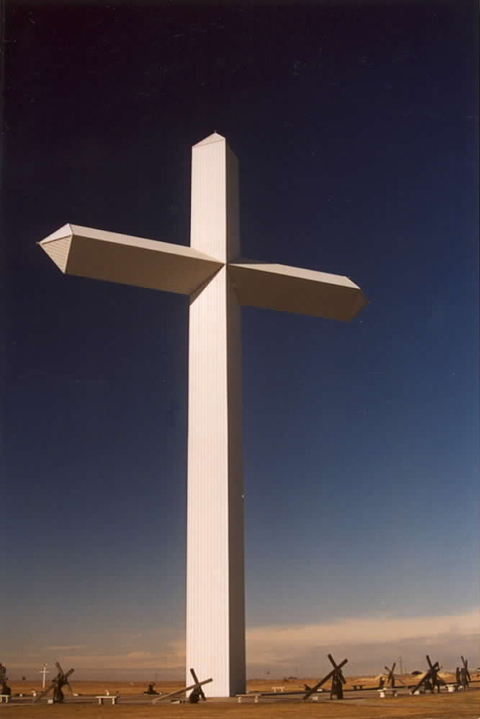
Kříž vysoký 58 m poblíž města Groom v Texasu

Kříž je jedním z nejstarších a nejznámějších symbolů, který užívá několik náboženství, a to zvláště křesťanství. Jedná se o geometrický obrazec, skládající se ze dvou úseček či obdélníků, které zpravidla svírají pravý úhel, a dělí tak jednu nebo obě úsečky vedví.
Tento symbol může označovat rozdělení světa na čtyři elementy či světové strany, případně popisovat spojení božského (vertikála) a lidského či světského prvku (horizontála).
Kříž (lat crux) však také označuje nástroj pro popravu ukřižováním, užívaný ve starověku Babyloňany, Féničany, Peršany nebo Kartáginci, od kterých jej převzali Římané (neužívali jej však Egypťané a Řekové). V římské říši sloužil k popravě zločinců – otroků, politických buřičů a těch, kdo nebyli římskými občany. Kříž mohl mít různou podobu; kromě tradičního tvaru se mohl podobat písmenům T nebo X. Vzhledem k tomu, že na kříži byl popraven i Ježíš Kristus, stal se kříž počínaje 5. nebo 6. stoletím typickým znamením křesťanství.

## Historie

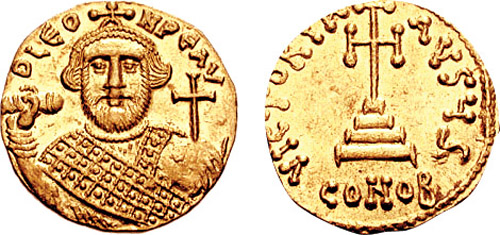
Solidus byzantského císaře Leontise

Počátek tohoto posvátného a světového symbolu nacházíme v nářadí k rozněcování ohně. Jeho vzplanutí „z ničeho“ bylo pro prehistorické lidi neznalé ničeho z dnešních věd věcí posvátnou a sám oheň byl odpradávna jedna z nejblahodárnějších věcí: poskytoval teplo a světlo, umožňoval úpravu jídla, chránil ve tmě před divou zvěří. Řešil lidské smečce otázku přežití, takže se samo ohniště s udržovaným ohněm stalo přirozeně místem posvátným – jejich oltářem. Zde při společném jídle praktikovali své první náboženské představy, svůj díl potravy dostával samozřejmě oheň.[zdroj⁠?!]
Nářadí k rozdělávání ohně bylo dřevěné a skládalo se ze dvou částí:
1. Pramanta (česky nebozez, řecky trypanon, latinsky tereba). Měla tvar našeho písmene T. Vrtěním (třením) v jamce kříže (2. části) se zažehl oheň.
2. Kříž ze dvou dřívek, v jejichž křížení byla výše zmíněná jamka („matka“, „matice“). Jamka byla považována za sídlo Maji, bohyně tvůrčí síly. Jejím synem byl Agni (odtud „oheň“) Ten měl dva otce: Tvastiho (odtud „svastika“, pozemský otec a tesařem – tvůrce nářadí) a Savitriho (nebeský otec). Od názvu pramanty odvozeno jméno Prometheus, který dle bájí ukradl bohům oheň.[zdroj⁠?!]

Toto nářadí nosili lidé stále s sebou, proto je kříž vyobrazen na různých artefaktech již z nejstarších dob, na kreslených i plastických postavách, mincích, nádobách atd. Nejstarší vyobrazení kříže byla nalezena ve stepích Střední Asie a na Altaji. Tímto nářadím zažehnutý oheň byl považován za „čistý“. Když například Vestálkám (kněžkám bohyně Vesty ve starém Římě) vyhasl oheň, musely jej takto znovu zažehnout. Rovněž se věřilo, že ochraňuje před nemocemi, takže se mu vystavovali lidé v době epidemií.
Samotný kříž doznal mnoha změn. Větší skupinu tvoří kříže s různě zakončenými rameny: úsečkami, kroužky i zdobnějšími prvky. Za předlohu lze považovat zarážky, jimiž se upevňoval kříž k ploše, aby se při zažíhání nevrtěl. Posvátnost indického kříže, svastiky, spatřovali lidé v tom, že její pravotočivá varianta znázorňovala denní pohyb Slunce po obloze a její levotočivá varianta noční pohyb hvězd. Egypťané i Židé užívali kříž, zavěšený jako talisman, proto na horním rameni ouško. Někdy dost velké, svisle vejčitě protáhlé. Tvar začal mít i jazykový význam. U Židů „dobro“ a u Egypťanů „žití“. Dnes užíván název symbol života (též nilský kříž nebo anch). Dnes je kříž znám jako symbol křesťanství. Lidé nosí křížek na krku i jako odkaz na Ježíšovo utrpení na Golgotě. Odtud se také odvodil symbol pro smrt.

## Významy symbolu

Tradiční podoba kříže, tzv. latinský kříž

Kříž má jako znak mnoho různých užití a významů.

Negramotní lidé se dodnes místo jménem podepisují třemi křížky.

Mnohé národy (Babyloňané, Alamité, Arabové, Židé) vyznačovaly a někteří dodnes vyznačují na konci listiny +++, což má listině zajistit dobré přijetí a účinnost jejího obsahu – její dobrý osud.

Významy v matematice:
- římská číslovka pro 10: X
- v latinské abecedě jsou křížem písmena X a T
- čínským znakem pro 10 je 十
- u jmen osob se používá jako znak pro úmrtí (†)
- v jízdním řádu se používá jako znak pro neděli a svátky (†) – resp. pro den pracovního klidu
- v matematice se užívá jako symbol pro sčítání (+) a násobení (×) nebo vektorový součin
- velké přeškrtnutí textu ve tvaru kříže označuje, že má být text smazán nebo je chybně
- dvojitý kříž (#) je speciální znak, užívaný kupříkladu v programovacích jazycích (křížek) či v notovém zápisu hudebních skladeb (notový křížek)
- znak kříže či dvojitého kříže má dopravní značka označující železniční přejezd, podobně i dopravní značka upozorňující na křížení pozemních komunikací, tedy na křižovatku
- znak kříže může znamenat také obecný zákaz
  - obvykle se jedná o zákaz vstupu (třeba o zákaz umístěný na dveřích) doplněný nějakým výstražným textem
  - nebo o zákaz kouření – křížem přeškrtnutá cigareta
  - může být i zákaz vstupu s otevřeným ohněm – křížem přeškrtnutý plamen či křížem škrtnutá hořící zápalka apod.
- křížky na plánech či na mapách pak označují jednotlivé kóty či geodetické body, obvykle se jedná o vyvýšená místa na vrcholech kopců či hor apod.
- slovo křížek také v hovorové mluvě někdy označuje desetiletí věku osoby. Mám na krku pět křížků znamená, že je mi padesát a více let, neboli Táhne mi na šestý křížek

### Symbol v křesťanství

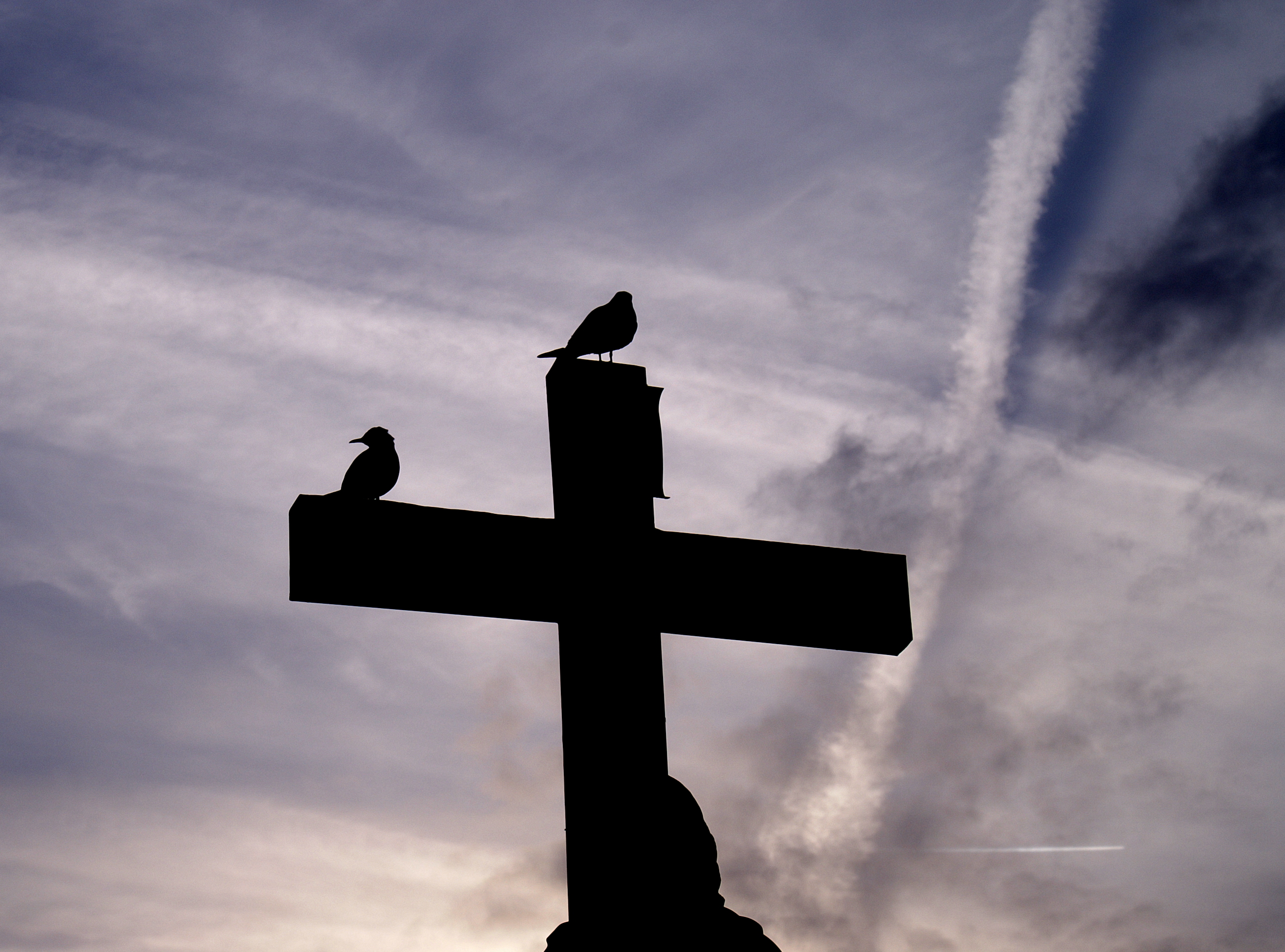
Kříž

Během prvních tří staletí našeho letopočtu se se symbolem křížem v ikonografii nesetkáváme, protože křesťané ho považovali za potupný popravčí nástroj, určený zejména pro povstalce. Namísto toho křesťané užívali jako symbolu ryby (tzv. ichthys) nebo monogramu chíró, který převzal Constantinus I. na korouhev římských legií (labarum).
Popis kříže lze najít v křesťanských spisech od počátku 2. století. O významu kříže v křesťanské úctě se zmiňují autoři 3. století – Kléméns Alexandrijský a Tertullianus (ten označuje křesťany jako crucis religiosi, uctívače kříže). První vyobrazení kříže s Ježíšovým tělem pak můžeme najít teprve na dveřích baziliky S. Sabina na římském Aventinu, které pocházejí ze začátku 5. století.
V křesťanství je kříž symbolem Kristova vítězství nad smrtí a hříchem.[zdroj?] Katolíci a pravoslavní užívají od raných dob znamení kříže pravou rukou na svém těle; tato praxe byla běžná už v době sv. Augustina. V katolické i pravoslavné tradici má své významné místo svátek Povýšení svatého Kříže (14. září), které připomíná zasvěcení baziliky na místě, kde stál Ježíšův kříž, který měla roku 326 najít svatá Helena, Constantinova matka.
Egyptští křesťané převzali symbol nilského kříže a s mírnou úpravou jej začali na dolním toku Nilu používat jako křesťanský symbol již v prvních staletích našeho letopočtu, ovšem dále též používali rovnoramenný kříž. Později vznikl samostatný koptský rovnoramenný kříž a koptský kříž z nilského kříže života. Později k nim přibyly křesťanské kříže latinské a etiopské. V oblasti dolního toku Nilu se tak navrstvily symboly kříže v nevídané intenzitě.

## Různé podoby kříže
Kříž je vyobrazován v mnoha tvarech, barvách a různých stylech. Ve středověku patřil k nejpoužívanějším symbolům. Zde jsou vyobrazeny základní a nejznámější typy.
| Kříž               | Popis | Ukázka |
| ------------------ | --- | ------ |
| Řecký kříž         | Také znám jako crux immissa quadrata, užívá jej obvykle východní církev. Kříž má všechna čtyři ramena stejně dlouhá. |        |
| Latinský kříž      | Nejznámější podoba kříže je s prodlouženou částí svislého břevna tzv. kříž latinský. Ten je nejužívanějším symbolem západní křesťanské církve. |        |
| Ondřejský kříž     | V podobě písmene X, na němž byl umučen svatý Ondřej, nachází se např. na vlajce Skotska; |        |
| Kříž sv. Antonína  | Někdy též kříž tau či crux commissa v podobě písmene T. V této podobě nejčastěji vytvářeli Římané kříže pro popravy;. |        |
| Svatopetrský kříž  | Obrácený latinský kříž, na němž měl být podle legendy popraven apoštol Petr; vzhledově shodný se symbolem satanismu;. |        |
| Ankh               | Nilský kříž, též crux ansata v podobě písmene T, nad nímž je ovál nebo kruh; původně egyptský symbol života, později přijatý koptskými křesťany;                                                                                                   |        |
| Patriarchální kříž | nebo také dvojitý, dvojramenný, kříž se dvěma příčnými břevny. Dnes platí tento kříž za biskupský. Kratší příčné břevno má naznačovat tabulku, na níž Pilát dal napsat jméno a vinu Ježíšovu.                                                      |        |
| Lotrinský kříž     | často zaměňován s patriarchálním. Jeho dolní břevno někdy bývá delší než horní; mělo by se ale nacházet – na rozdíl od patriarchálního kříže – v dolní polovině                                                                                    |        |
| Papežský kříž      | Kříž charakterizují tři různě dlouhá příčná břevna, uspořádaná shora od nejmenšího po největší, užívá jej ve svém znaku papež. |        |
| Pravoslavný kříž   | nebo také Ruský, jako symbol jej používá ruská pravoslavná církev. Ukazuje pod dvěma vodorovnými břevny ještě jedno malé příčné břevno určené pro přibití nohou, nebo symbolicky vysvětlováno jako jiný osud osob společně ukřižovaných s Kristem. |        |
| Keltský kříž       | Latinský kříž nebo řecký rovnoramenný kříž, jehož střed obepíná kruh. |        |
| Labarum            | Chrismon, Chi-Rho. Monogram, který tvoří řecká začáteční písmena Ježíše Krista. Latinské X je řecké CH, a latinské P je řecké R. |        |
| Kříž kalvarijní    | Kříž stojí na základně, která má připomínat Golgotu. |        |
| Hákový kříž        | mnoho významů viz článek svastika. |        |
| Šípový kříž        | Znak bývalé maďarské Strany Šípových křížů. |        |
| Srbský kříž        | Ocilo nebo ognjilo. |        |
| Makedonský kříž    | Veljuský kříž |        |
| Skandinávský kříž  | Skandinávský kříž je symbol na vlajkách severských států. |        |

### V heraldice
Kříž patří mezi základní heraldické figury. Jako symbol křižáků jej používaly ve svém znaku rytířské řády. Pokud kříž vybíhá do okrajů štítu, jde o heroldskou figuru, pokud je volně na štítě, jde o obecnou figuru, i když původně bývaly řazeny všechny kříže mezi heroldské figury.  Jeho nejznámější podoby jsou uvedené níže.

heroldský kříž
jetelový kříž
křížkový kříž
liliový kříž (pisánský)
jeruzalémský kříž
maltézský kříž
kotvicový kříž
svatojakubský kříž
berličkový kříž
kulový kříž
tlapatý kříž
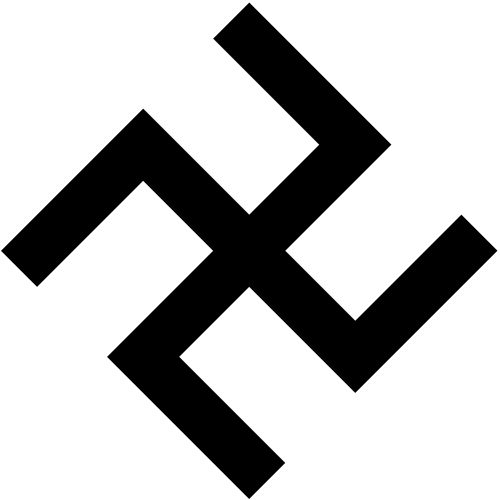
levotočivá svastika/hákový kříž
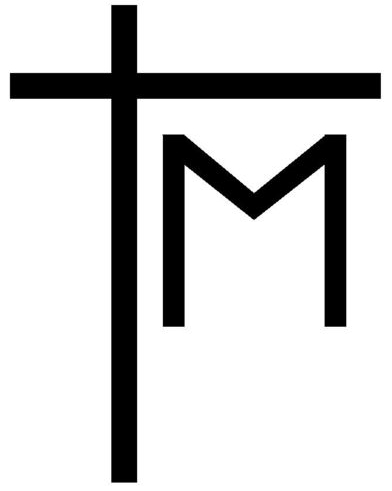
mariánský kříž

### Na vlajkách států

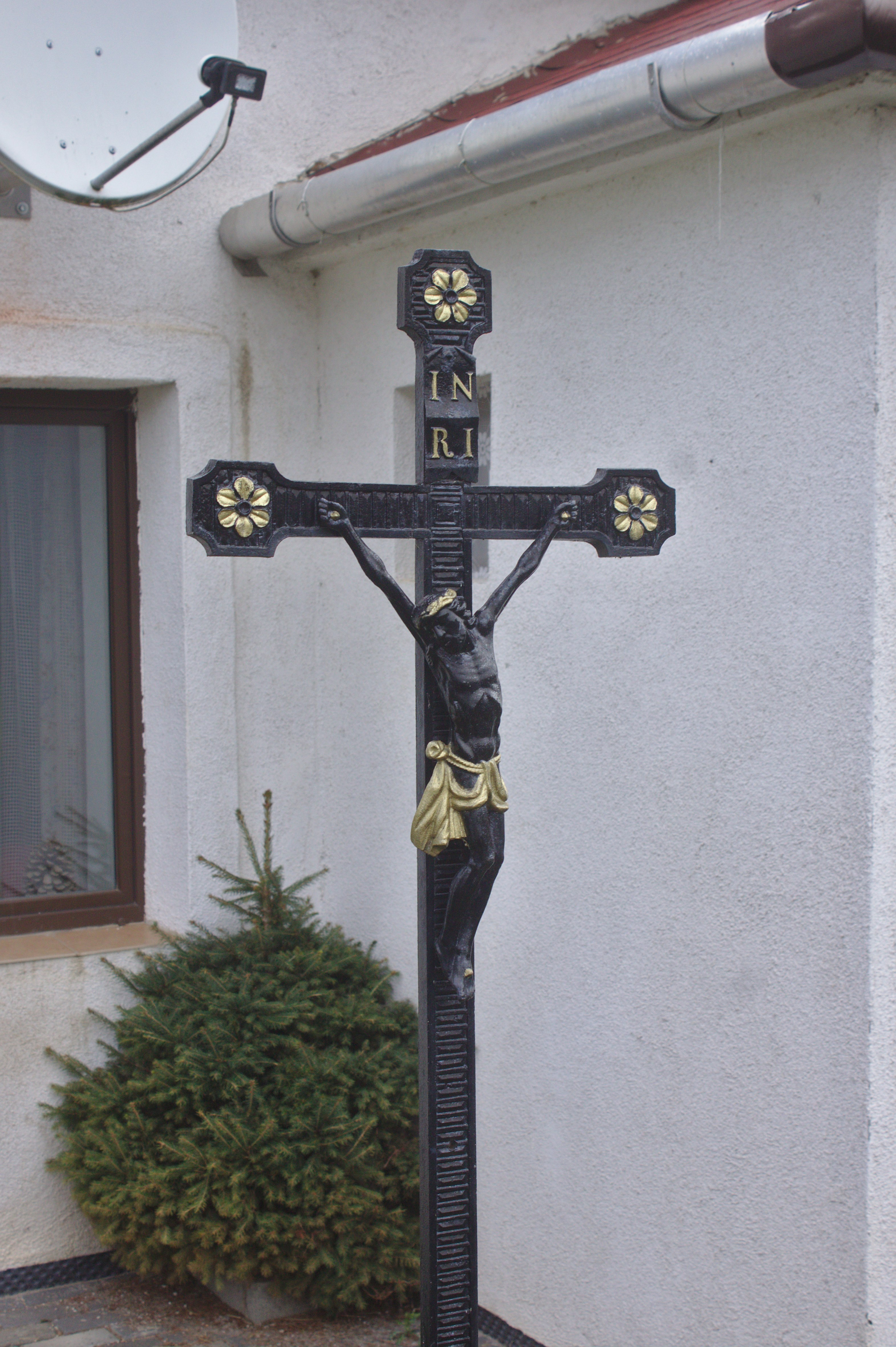

Vexilologické názvosloví
ukázky křížů ve vlajkách:

Anglie (svatojiřský kříž)
Skotsko (svatoondřejský kříž)
Vlajka Spojeného království
vlajka Burundi
vlajka Dánska
vlajka Dominiky
vlajka Dominikánské republiky
vlajka Finska
Gruzínská vlajka
vlajka Islandu
vlajka Jamajky
vlajka Malty
vlajka Norska
vlajka Řecka
vlajka Srbska
vlajka Slovenska
vlajka Švédska
vlajka Švýcarska
vlajka Tongy
vlajka Austrálie

### Další symboly tvaru kříže
- sluneční kříž, kříž v kruhu
- křížek k označení bodu v geometrii
- kříž na dopravním značení, např. křižovatka, železniční přejezd
- hvězdný kříž čili větrná růžice neboli čtyřcípá hvězda
  - všeobecný symbol užívaný pro označení čtyř hlavních světových stran
  - může mít ale i další symbolické významy – např. znak Severoatlantické aliance
  - čokoládová hvězda značky Orion, Alpa francovka a další

Další křesťanské kříže:
- oltářní kříž – kříž se základnou, aby mohl stát na oltáři; nejstarší oltářní kříž známe z vyobrazení v rukopisu z 9. století; nejstarší zachovaný oltářní kříž se nachází v klášteře Velká lavra na hoře Athos;
- konsekrační kříž – jeden z dvanácti křížů, jimiž jsou označeny na zdech katolické kostely při jejich posvěcení;
- pektorál – velký kříž, který lze nosit zavěšený na krku (kněží východní církve, biskupové apod.);

## Reprezentace kříže v počítači
Latinský kříž a jeho varianty:
| Znak            | ✝           | ✝           | ✞                          | ✞                          | 🕆                 | 🕆                 | 🕇                 | 🕇                 | ✟                    | ✟                    |
| --------------- | ----------- | ----------- | -------------------------- | -------------------------- | ----------------- | ----------------- | ----------------- | ----------------- | -------------------- | -------------------- |
| Název v Unicodu | Latin cross | Latin cross | shadowed white Latin cross | shadowed white Latin cross | white Latin cross | white Latin cross | heavy Latin cross | heavy Latin cross | outlined Latin cross | outlined Latin cross |
| Kódování        | dec         | hex         | dec                        | hex                        | dec               | hex               | dec               | hex               | dec                  | hex                  |
| Unicode         | 10013       | U+271d      | 10014                      | U+271e                     | 128326            | U+1f546           | 128327            | U+1f547           | 10015                | U+271f               |
| UTF-8           | 226 156 157 | e2 9c 9d    | 226 156 158                | e2 9c 9e                   | 240 159 149 134   | f0 9f 95 86       | 240 159 149 135   | f0 9f 95 87       | 226 156 159          | e2 9c 9f             |
| UTF-16          | 10013       | 271d        | 10014                      | 271e                       | 55421 56646       | d87d dd46         | 55421 56647       | d87d dd47         | 10015                | 271f                 |
| Číselná entita  | &#10013;    | &#x271d;    | &#10014;                   | &#x271e;                   | &#128326;         | &#x1f546;         | &#128327;         | &#x1f547;         | &#10015;             | &#x271f;             |

| Znak            | ☦              | ☦              | ☨                 | ☨                 | ♰                 | ♰                 | ♱                 | ♱                 | 🕈               | 🕈            |
| --------------- | -------------- | -------------- | ----------------- | ----------------- | ----------------- | ----------------- | ----------------- | ----------------- | --------------- | ------------ |
| Název v Unicodu | orthodox cross | orthodox cross | cross of Lorraine | cross of Lorraine | West Syriac cross | West Syriac cross | East Syriac cross | East Syriac cross | Celtic cross    | Celtic cross |
| Kódování        | dec            | hex            | dec               | hex               | dec               | hex               | dec               | hex               | dec             | hex          |
| Unicode         | 9766           | U+2626         | 9768              | U+2628            | 9840              | U+2670            | 9841              | U+2671            | 128328          | U+1f548      |
| UTF-8           | 226 152 166    | e2 98 a6       | 226 152 168       | e2 98 a8          | 226 153 176       | e2 99 b0          | 226 153 177       | e2 99 b1          | 240 159 149 136 | f0 9f 95 88  |
| UTF-16          | 9766           | 2626           | 9768              | 2628              | 9840              | 2670              | 9841              | 2671              | 55421 56648     | d87d dd48    |
| Číselná entita  | &#9766;        | &#x2626;       | &#9768;           | &#x2628;          | &#9840;           | &#x2670;          | &#9841;           | &#x2671;          | &#128328;       | &#x1f548;    |

Řecký kříž a jeho varianty:
| Znak            | 🞡                | 🞡                | 🞢                 | 🞢                 | 🞣                  | 🞣                  | 🞤                | 🞤                | 🞥                     | 🞥                     |
| --------------- | ---------------- | ---------------- | ----------------- | ----------------- | ------------------ | ------------------ | ---------------- | ---------------- | --------------------- | --------------------- |
| Název v Unicodu | thin Greek cross | thin Greek cross | light Greek cross | light Greek cross | medium Greek cross | medium Greek cross | bold Greek cross | bold Greek cross | very bold Greek cross | very bold Greek cross |
| Kódování        | dec              | hex              | dec               | hex               | dec                | hex                | dec              | hex              | dec                   | hex                   |
| Unicode         | 128929           | U+1f7a1          | 128930            | U+1f7a2           | 128931             | U+1f7a3            | 128932           | U+1f7a4          | 128933                | U+1f7a5               |
| UTF-8           | 240 159 158 161  | f0 9f 9e a1      | 240 159 158 162   | f0 9f 9e a2       | 240 159 158 163    | f0 9f 9e a3        | 240 159 158 164  | f0 9f 9e a4      | 240 159 158 165       | f0 9f 9e a5           |
| UTF-16          | 55421 57249      | d87d dfa1        | 55421 57250       | d87d dfa2         | 55421 57251        | d87d dfa3          | 55421 57252      | d87d dfa4        | 55421 57253           | d87d dfa5             |
| Číselná entita  | &#128929;        | &#x1f7a1;        | &#128930;         | &#x1f7a2;         | &#128931;          | &#x1f7a3;          | &#128932;        | &#x1f7a4;        | &#128933;             | &#x1f7a5;             |

| Znak            | ✚                 | ✚                 | 🞦                      | 🞦                      | 🞦                           | 🞦                           | ✙                    | ✙                    | 🮻                  | 🮻                  |
| --------------- | ----------------- | ----------------- | ---------------------- | ---------------------- | --------------------------- | --------------------------- | -------------------- | -------------------- | ------------------ | ------------------ |
| Název v Unicodu | heavy Greek cross | heavy Greek cross | very heavy Greek cross | very heavy Greek cross | extremely heavy Greek cross | extremely heavy Greek cross | outlined Greek cross | outlined Greek cross | voided Greek cross | voided Greek cross |
| Kódování        | dec               | hex               | dec                    | hex                    | dec                         | hex                         | dec                  | hex                  | dec                | hex                |
| Unicode         | 10010             | U+271a            | 128934                 | U+1f7a6                | 128934                      | U+1f7a6                     | 10009                | U+2719               | 129979             | U+1fbbb            |
| UTF-8           | 226 156 154       | e2 9c 9a          | 240 159 158 166        | f0 9f 9e a6            | 240 159 158 166             | f0 9f 9e a6                 | 226 156 153          | e2 9c 99             | 240 159 174 187    | f0 9f ae bb        |
| UTF-16          | 10010             | 271a              | 55421 57254            | d87d dfa6              | 55421 57254                 | d87d dfa6                   | 10009                | 2719                 | 55422 57275        | d87e dfbb          |
| Číselná entita  | &#10010;          | &#x271a;          | &#128934;              | &#x1f7a6;              | &#128934;                   | &#x1f7a6;                   | &#10009;             | &#x2719;             | &#129979;          | &#x1fbbb;          |

| Znak            | ✛                 | ✛                 | ✜                       | ✜                       | ✠             | ✠             | ☩                  | ☩                  | 🕂               | 🕂            |
| --------------- | ----------------- | ----------------- | ----------------------- | ----------------------- | ------------- | ------------- | ------------------ | ------------------ | --------------- | ------------ |
| Název v Unicodu | open centre cross | open centre cross | heavy open centre cross | heavy open centre cross | Maltese cross | Maltese cross | cross of Jerusalem | cross of Jerusalem | cross Pommee    | cross Pommee |
| Kódování        | dec               | hex               | dec                     | hex                     | dec           | hex           | dec                | hex                | dec             | hex          |
| Unicode         | 10011             | U+271b            | 10012                   | U+271c                  | 10016         | U+2720        | 9769               | U+2629             | 128322          | U+1f542      |
| UTF-8           | 226 156 155       | e2 9c 9b          | 226 156 156             | e2 9c 9c                | 226 156 160   | e2 9c a0      | 226 152 169        | e2 98 a9           | 240 159 149 130 | f0 9f 95 82  |
| UTF-16          | 10011             | 271b              | 10012                   | 271c                    | 10016         | 2720          | 9769               | 2629               | 55421 56642     | d87d dd42    |
| Číselná entita  | &#10011;          | &#x271b;          | &#10012;                | &#x271c;                | &#10016;      | &#x2720;      | &#9769;            | &#x2629;           | &#128322;       | &#x1f542;    |